# Licharre
Pour les articles homonymes, voir Licharre (homonymie).
Licharre est une ancienne commune française du département des Pyrénées-Atlantiques. Le 19 mars 1841, la commune fusionne avec Mauléon pour former la nouvelle commune de Mauléon-Licharre.

## Géographie
Licharre est situé au cœur de la province historique de Soule, sur la rive gauche du Saison à l'emplacement approximatif de la place des Allées actuelle.

## Toponymie
Son nom basque est Lextarre.
Le toponyme Licharre apparaît sous les formes
lo noguer de Lixarre, qui désignait le lieu d'assemblée judiciaire sous un noyer (1385, collection Duchesne volume CXIV),
Sent-Johan de Lixare et la font de Sent-Johan de Lixare (respectivement 1470 et 1481, contrats d'Ohix),
Lixarra (1508, chapitre de Bayonne) et
Lixarre (1650).

## Histoire
Licharre était le siège d'une juridiction, appelée cour de Licharre, ayant pour ressort tout le pays de Soule. Les appels étaient interjetés à la cour des jurats de Dax (Landes) et de là au sénéchal de Guyenne.

Les juges de la cour de Licharre étaient le châtelain de Mauléon, les dix potestats de Soule et les gentilshommes propriétaires.

La coutume de Soule indique en 1520 que : « au pays de Sole son dets potestats, es assaver : lo senhor deu Domec de Lacarri, lo senhor de Bimeinh de Domasanh, lo senhor deu Domec de Sibas, lo senhor de Olhaibi, lo senhor deu Domec d'Ossas, lo senhor d'Amichalgun de Charri, lo senhor de Genteynh, lo senhor de la Sala de Charrite, lo senhor d'Espes et lo senhor deu Domec de Cheraute. Los quoaus son tenguts de venir a tout le menhs de oeitene a oeitene a la Cort de Lixare tenir cort ab lo Capitaine Castellan ».

## Démographie
| 1793 | 1800 | 1806 | 1821 | 1831 | 1836 |
| ---- | ---- | ---- | ---- | ---- | ---- |
| 354  | 328  | 317  | 419  | 426  | 403  |